# Divnogorje
Divnogorje (rusko Дивногорье, skrajšano tudi Dive) je naravno-arhitekturni-arheološki muzejski rezervat v Voroneški oblasti v Rusiji. Nahaja se 10 km zahodno od mesta Liski na desnem bregu reke Don in 80 km južno od Voroneža, nedaleč od istoimenskega zaselka in vasi. Muzej na odprtem je bil ustanovljen leta 1988, leta 1991 pa je prejel status muzejskega rezervata. Velja za eno najbolj priljubljenih in prepoznavnih regionalnih znamenitosti. Vsako sezono, od maja do oktobra, ga obišče več kot 60 tisoč turistov (predvsem iz Voroneža in Voroneške regije).
Od leta 2020 kandidira za vpis na Unescov seznam svetovne dediščine.

## Opis
Rezervat obsega nekaj več kot 11 km² površine na planoti, ki se dviga nad okoliškimi ravnicami. Z geološkega vidika so najpomembnejši izdanki krede na njenem površju. Najvišja nadmorska višina področja je 181 m, oz. 103 m nad izlivom reke Tihaja Sosna, ki teče ob vznožju planote v Don. Zaradi precejšnje višinske razlike med planoto in poplavnimi ravnicami obeh rek se mikroklima na planoti bistveno razlikuje od okoliških nižin. Planota se hitro segreje; dvigajoči se tokovi vročega zraka povzročijo premik nastajajočih oblakov proti nižjeležečim ravnicam. Posledično se že tako skromna letna količina padavin v regiji (povprečno 480 mm/m²) nad planoto dodatno zmanjša za 1,5-2 krat. Poletno obdobje je še posebej sušno. Te dejavniki upočasnjujejo proces vodne erozije, zmanjša pa se tudi verjetnost kraških pojavov. Kljub temu so znotraj slojev krede prisotne praznine, ki se jih lahko ob stopanju nad praznino prepozna po značilnem brnenju. Zgornja plast je sestavljena iz 15-20% krede. V globini pod 80 cm se nahaja plast čiste krede. Zgornji sloj je podvržen vetrni eroziji (preperevanju).
Kljub precej strmim pobočjem, ki otežujejo dostop do planote, je doživela antropogene spremembe. Že v 9. stoletju je bilo na planoti gradišče, kasneje pa so bili v jamah urejene cerkve. Leta 1860 so med gradnjo železnice del planote razstrelili z dinamitom. Poleg tega sta veliko škode unikatnemu ekosistemu povzročila ovčjereja in vandalizem.

## Etimologija
Območje je dobilo ime Divnogorje zaradi ostankov krednih stebrov, ki jih lokalno prebivalstvo imenuje "dive" (iz besede divo - čudovito). Prvi pisni dokaz so zapiski Ignacija Smoljanina, ki je leta 1389 spremljal kijevskega metropolita Pimena:
Ko smo se približali Tihi Sosni, smo videli stebre iz belega kamna, ki so stali čudovito in lepo, kot majhni beli in svetli kipci, nad reko, nad Sosno.

## Flora in favna
Ozemlje rezervata se nahaja na obrobju severne stepske cone in se razlikuje od gozdno-stepske regije okoli Voroneža.
Dolgo časa so planoto in njena pobočja uporabljale ovčarije, zato je bil pomemben del stepske vegetacije močno degradiran. Leta 2013 je bila zaradi prenehanja pašnje in uravnavanja človeške prisotnosti stepna vegetacija na večini planote obnovljena v prvotno obliko. Na planoti najdemo več kot 250 kserofitskih in petrofitskih vrst rastlin. Skoraj 40% rastlinskih vrst na Divnogorju botaniki uvrščajo med kalcefite (tj. ljubiteljev krede). Mednje sodi tudi več endemičnih vrst krednih površin južne Rusije, med drugim Andrósace koso-poljanskii iz družine jegličevk. Na planoti so tudi rastišča svojevrstnih želatinastih lišajev, ki se v suhem vremenu posušijo in nabreknejo v vlažnem.
Občasno lahko v rezervatu srečamo tudi na rdeči seznam vnesene droplje in zlate orle. Med pticami so bolj razširjeni čebelarji in sove, med sesalci pa zajci in lisice ter netopirji, ki se zadržujejo v razpokah. Velika raznovrstnost je med žuželkami, med katerimi so najpogostejši čmrlji, kačji pastirji, ose, žagarice, rogači in drugi hrošči ter lastovičarji.
Leta 1956 je bil v okviru Stalinovega načrta za preobrazbo narave na planoti zasajen zaščitni gozdni pas javorjev in jesenov. Zaradi kredaste zemlje in pomanjkanja vlage se številna drevesa še vedno zdijo mlada, tudi po skoraj šestih desetletjih od sajenja.

## Znamenitosti
Divnogorje je središče pravoslavnega romanja. Na območju Divnogorja oz. v njegovi neposredni bližini se nahajajo jamske cerkve iz 19. stoletja (cerkev sicilijanske ikone Matere božje, cerkev Janeza Krstnika in 3. divnogorska cerkev) in divnogorski samostan Vnebovzetja iz 17. stoletja.
Na planoti se nahajajo tudi ostanki gradišča Majatskoje iz 9.-10. stoletja. Ostanki srednjeveške hazarske trdnjave in nekropole so urejeni v arheološki park.
Vstop v muzejski rezervat je prost, na voljo pa so tudi izletniški programi za turistične skupine. Urejen je prostor za kampiranje in hotel. Izletniške poti in znamenitosti na ozemlju muzejskega rezervata so označene z informativnimi tablami.
Ozemlje muzejskega rezervata je varovano. V letu 2016 so napovedali gradnjo dodatnega podzemnega muzeja, vendar plani še niso bili uresničeni (stanje 2024).

## Galerija
- Tipična pokrajina divnogorske stepe
- Vhod v cerkev Sicilijanske ikone Matere božje
- Velike dive
- Pogled z vzpetine proti Velikim divam. Ob vznožju je postajališče "143 km" na železniški progi Liski - Valujki
- Katedrala Vnebovzetja Blažene Device Marije s strani Malih div. Ob vznožju je postajališče "Divnogorska" na železniški progi Liski-Valujki.
- Divnogorski kanjon jeseni
- Arheološki park
- Primer turistične informacijske table
- Panorama reke Don iz Majacke trdnjave
- Pravoslavni romarji v Divnogorju, konec 19. stoletja